# Oggiogno
Oggiogno è una piccola frazione del comune di Cannero Riviera nella Provincia del Verbano-Cusio-Ossola.

## Geografia fisica
È situato a 530 metri s.l.m., proprio sopra a Cannero ed è raggiungibile con una strada asfaltata di circa 4 km di curve e tornanti (SP 134 di Oggiogno).
Si trova in una posizione invidiabile, come un balcone che si affaccia sul lago Maggiore. Di fronte è possibile vedere Luino e Maccagno.
Il borgo attualmente conta circa 20 abitanti, mentre d'estate, o per le ricorrenze religiose, arriva a 150-200 persone che provengono dalle vicine province di Novara, Varese, Como, Milano e anche da Germania, Francia e Inghilterra.

## Storia
È datato "Novara anno 985" il primo documento che parla di Cannero Riviera e di Oggiogno, facendoli uscire dal silenzio dei secoli; in questo documento si registrava la donazione da parte del Vescovo di Novara Aupaldo al Collegio dei Canonici della Cattedrale di Novara della piccola corte chiamata Canore (Cannero), insieme alla villa chiamata Oglon (Oggiogno) con i pertinenti oliveti, terre, campi, vigne, prati, acque, peschiere e le famiglie che vi abitavano.

## Economia
Grazie alla fertilità del suolo e alla dolcezza del clima vi si coltivavano numerosi prodotti, alcuni sufficienti al fabbisogno locale, altri invece, in particolare le primizie, trasportati sui barconi e commerciati non solo nei vicini mercati di Intra e Luino ma anche a Varese e Milano.
Le coltivazioni più diffuse erano:
- Il gelso (i muròn) condotta dal proprietario Giovanni Tarella che era il rappresentante ufficiale in Novara della ditta Marietti Prato di Yokohama in Giappone.
- La canapa (u cànuf) che veniva seminata in primavera e raccolta in estate. La canapa, tagliata e raccolta, subiva una laboriosa lavorazione che prevedeva una lunga macerazione, effettuata a Cannero. L'operazione di macero, che avveniva in acqua corrente, durava circa tre settimane; giunta a maturazione la si metteva ad asciugare al sole, la si batteva poi con mazze di legno o in recipienti scavati nel sasso: le pile. Con le fibre ricavate si produceva lo spago o il filo ritorto per cucire e per fabbricare le calzature tipiche, "i pedü".
- I cereali erano coltivati quasi tutti: segale, sorgo, miglio, orzo, mais, frumento e avena.
- I legumi e gli ortaggi: patate, fagioli, fave, rape e cavolfiori.
- Gli alberi da frutta: nocciolo e noce, da cui si ricavava poi l'olio, olivo, agrumi, melo, fico, pesco, ciliegio, castagno e vite.

## Luoghi di interesse

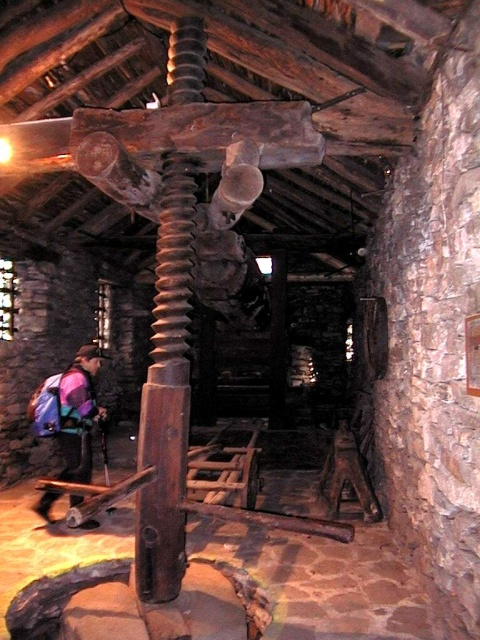
Il Torchio Secolare

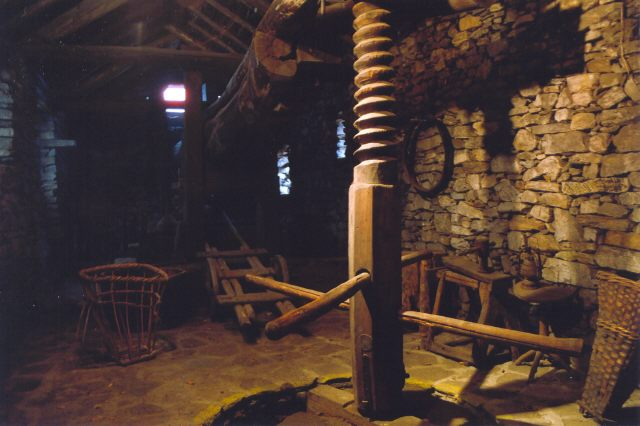
Torchio secolare di Oggiogno del 1742

Interessante da visitare è il torchio secolare del 1742 costituito da un'enorme pianta di castagno nella quale è stata inserita una vite di legno gigante che permette di sollevare ed abbassare la "pianta di castagno" per poter schiacciare gli acini d'uva e ricavarne il mosto. Ormai non è più in uso per ovvi motivi, ma è stato restaurato nell'agosto del 2006 da alcuni villeggianti che adorano questo piccolo paese.

## Escursioni
È possibile fare brevi escursioni ( 1. 30-2 ore)  sulle montagne vicine come il Monte Morissolo (1.313 m), il Monte Carza (1.120 m) . Altra escursione  è quella che porta all'Alpe Colle in un'ora e mezza che può costituire una tappa  per raggiungere in mezzora il Monte Spalavera (1500 m) o in altre 3 ore  il Monte Zeda (2156 m), vetta  delle Alpi Lepontine che divide La Val Grande dalla Valle Cannobina da cui si può ammirare un superbo panorama sul Lago Maggiore , Il Monte Rosa, le Alpi Vallesane e Ticinesi.
Chi invece vuole fare delle piccole passeggiate può incamminarsi nella mulattiera tra i boschi che congiunge Oggiogno a Cannero impiegando solo 20 minuti. Inoltre c'è la possibilità di fare una passeggiata di egual tempo all'Alpe Ronno (782 m) dove una volta si portavano a pascolare le mucche di Oggiogno.

## Feste, ricorrenze e iniziative culturali
Ogni anno, in agosto, viene organizzato il "pranzo dii caver" che richiama il termine in dialetto per “capra”, simbolo del paese che compare anche nel suo stemma.
Sempre in agosto, al  20  ricorre la festa del patrono, san Bernardo. La domenica precedente o successiva rispetto a tale data alla santa messa segue una processione per le vie del paese, la vendita all’incanto di prodotti, offerti e spesso anche realizzati dagli abitanti e dai villeggianti, e lotteria benefica.
Negli ultimi anni, Oggiogno è stata sede di alcuni progetti ed eventi di carattere culturale e artistico:
-	Progetto ‘Nem’, prima parte (2010), che, prendendo il nome dall’espressione dialettale locale che significa “andiamo”, esplora la capacità di resilienza degli abitanti del luogo.
-	Prima Biennale d’Arte Contemporanea di Oggiogno (17-19/08/2012) con esposizione di opere, provenienti da collezioni private, e installazioni-performances pensate per l’occasione da artisti di tutto il mondo, in un confronto sul tema “Ricomporre l’infranto”. 
-	Seconda Biennale d’Arte Contemporanea di Oggiogno (15-17/08/2014), con artisti di tutto il mondo che, con le loro opere provenienti da collezioni private e installazioni-performances pensate per l’occasione si sono confrontati sul tema della sacralità.
-	Progetto ‘Nem’, seconda parte (dal 2014), che indaga le potenzialità della condivisione di una conoscenza affettiva, spostando una capsula in alluminio da una casa all’altra di persone che, per il periodo in cui la custodiscono, vi collocano oggetti o anche contenuti effimeri in grado di evocare il loro rapporto con Oggiogno.
-	Mostra della creatività oggiognese (18-20/08/2017), kermesse durante la quale, in luoghi pubblici e case private, sono state allestite mostre di fotografia, pittura, scultura, patchworks, ricami, e tante altre realizzazioni dei numerosi talenti che frequentano il paese.